# Pärsämönselkä
Pärsämönselkä är en vik i Finland. Den ligger i Suomussalmi landskapet Kajanaland, i den nordöstra delen av landet, 600 km norr om huvudstaden Helsingfors.